# Czesław Ciupa

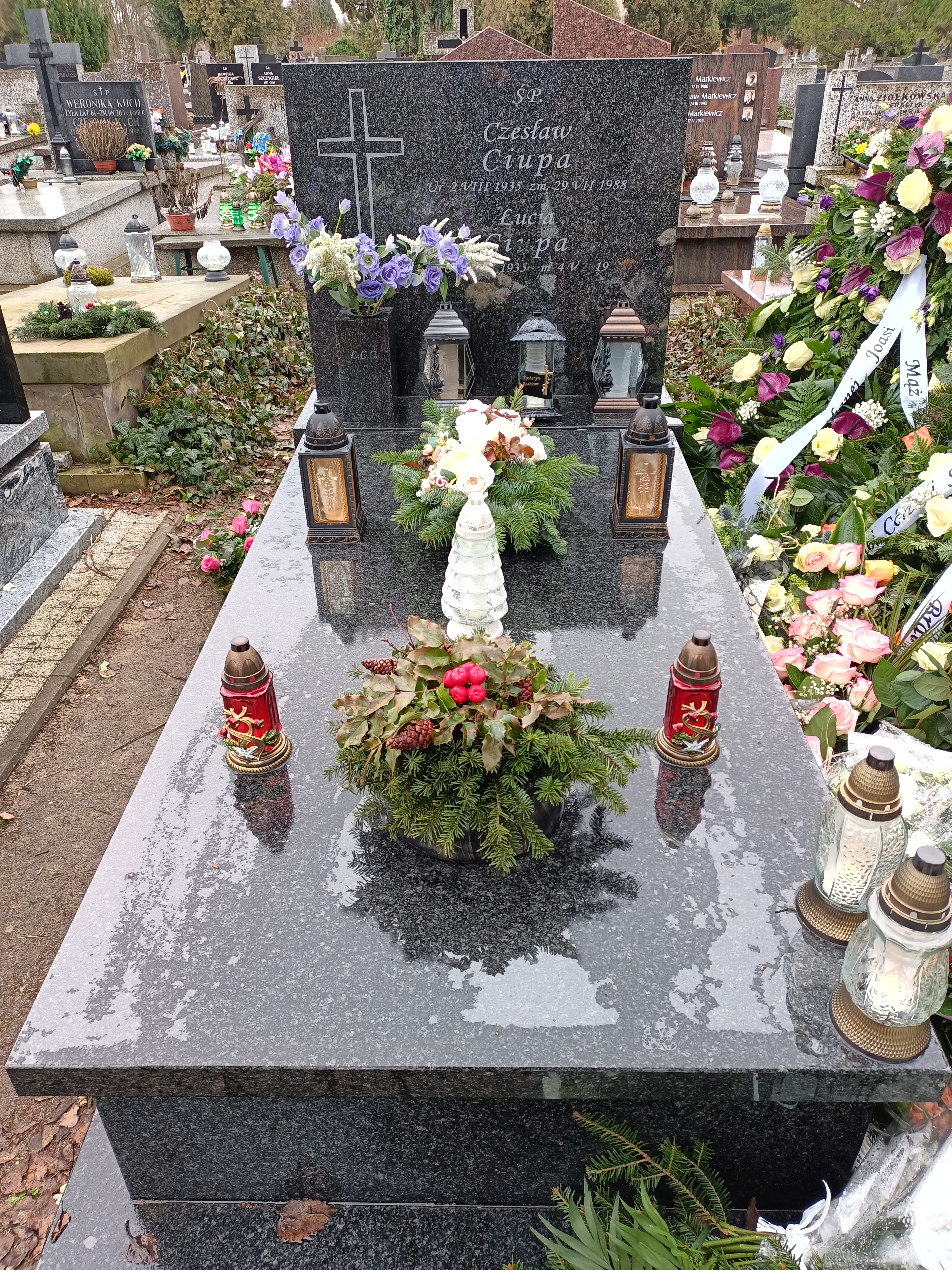
Grób Czesław Ciupa na cmentarzu Północnym w Warszawie

Czesław Antoni Ciupa (ur. 2 sierpnia 1935 w Mont-Bonvillers, zm. 29 lipca 1988 w Warszawie) – polski piłkarz, napastnik.
Karierę zaczynał w Polonii Bytom. W 1954 zdobył tytuł mistrza kraju, od sezonu 1956 był piłkarzem Legii Warszawa i przyczynił się do wywalczenia przez ten klub dubletu w tym samym roku. W Legii grał do końca 1961, później bronił barw m.in. Lublinianki, Avii Świdnik i Warszawianki.
W reprezentacji Polski debiutował 15 lipca 1956 w meczu z Węgrami, ostatni raz zagrał w 1957. Łącznie w biało-czerwonych barwach rozegrał 3 oficjalne spotkania.
Pochowany jest na cmentarzu komunalnym Północnym na Wólce Węglowej kwatera: W-IV-7 rząd: 7, grób: 15.